# 御嶽神社 (大田区北嶺町)
御嶽神社（おんたけじんじゃ）は、東京都大田区北嶺町にある神社である。登記上の宗教法人名称は宗教法人御嶽神社（しゅうきょうほうじんおんたけじんじゃ）。

## 由緒
当神社は、天文4年（1535年）頃の創建と言われている。当初は、嶺村（当地の旧名）の小さな神社にすぎなかったが、江戸時代になり天保年間の頃に木曽・御嶽山で修行をした修験者・一山行者が当神社を中興、天保2年（1831年）に現在の大きな社殿を建立してから、江戸や関東地方各地から御嶽山の信者を中心に参拝者が増えたと言われて、本場・木曽の御嶽山と同等のご利益があるとまで言われた。
江戸時代以降も、昭和から平成の現在も各地の講社が定期的に参拝に来る。
その他に、嶺町地区の村社として地域の氏子からの参拝もあり、現在でも多くの人が参拝に来る神社としても知られる。

## 一山行者
当神社の中興者、一山行者は俗名は治兵衛といい、相模国津久井村の出身で、後に僧となる。その後、修験者として木曾の御嶽に入り、水行などをして修行に励んだ。そして、一山行者は高名な行者となった。
ある夜、夢によるお告げにより江戸に赴き、御嶽山の教化の地を探していたところ、荏原郡嶺村に御嶽社の小さな社を見て、当地で教えを説くを決め、後に社殿を築く。その後一山行者の教えを聞くため、各地に信者を多く得るようになる。江戸の有力者からの寄進もあり、御嶽神社の名を広めるようになった。一山行者は、1851年に江戸で没した。

## 境内社
- 一山神社 - 一山行者を祀っている。
- 大鳥神社
- 稲荷神社

## 境内施設
- 延命地蔵 - 1938年（昭和13年）関西地方を襲った水害、阪神大水害で、兵庫県西宮市の夙川の土手にあった地蔵の傍らで数人の女の子が助かったという話がある。その地蔵が縁あって1997年（平成9年）に当地に移動され「延命地蔵」として安置された[1]。
- 水行堂
- 杜の霊神水-境内から湧き出る神水[1]
- 夫婦松 - 2019年（平成31年）に伐採された。

## 祭事
- 1月1日 - 歳旦祭
- 2月3日 - 節分祭
- 5月 - 五月祭
- 9月 - 秋季例大祭
- 11月15日 - 七五三祝祭
- 11月 - 酉の市
- 12月31日 - 大祓

## 文化財
- 御嶽神社社殿彫刻 － 大田区指定文化財　有形-建造物(1831年築)[2]

## 交通
- 東急池上線・御嶽山駅より徒歩3分。尚、御嶽山の駅名の由来は、当神社である。
- 拝観は無料。

## 関連文献
- 「嶺村 御嶽社」『新編武蔵風土記稿』 巻ノ44荏原郡ノ6、内務省地理局、1884年6月。NDLJP:763981/64。